# San Claudio (Oviedo)
San Claudio (San Cloyo en asturiano y cooficialmente) es una parroquia y lugar del municipio de Oviedo que dista seis kilómetros y medio a la capital. Tiene una población de 2644 habitantes y ocupa una extensión de 7,8 km².

## Historia
Existieron asentamientos de cultura musteriense tardía en esta zona en el Paleolítico Medio. 
Santa María de San Claudio fue un antiguo monasterio donado a la iglesia de Oviedo en 1104. Desaparecido el monasterio, pervivió la iglesia hasta nuestros días. Durante la guerra civil española la iglesia perdió su portada románica, con tres arquivoltas de medio punto rebajado y decoradas con molduras en zig-zag y florones.
Fue incendiada en julio de 1936. Posteriormente, al estar en la línea de frente y junto con un emplazamiento artillero, fue reducida a escombros.

## Economía
- Fábrica de loza de San Claudio, de reconocido prestigio a nivel nacional: fue fundada en 1901 por Senén Ceñal y posteriormente adquirida, después de la Primera Guerra Mundial, por José Fuente. En esta época la fábrica empieza a utilizar arcilla inglesa como materia prima, además de la técnica de calcomanía bajo esmalte, pionera en España. Sin embargo, ya en 2007 la situación económica de la empresa era crítica al presentar un plan de viabilidad que suponía el despido de la mayoría de sus trabajadores. Finalmente, ni siquiera el plan fue suficiente, y se produjo el cierre de la centenaria empresa el 30 de abril de 2009 dejando atrás 108 años de historia.[2][3] El 30 de septiembre de ese mismo año fue declarado Bien de Interés Cultural con categoría de «conjunto histórico».[4]

## Organización territorial
Según el nomenclátor de poblaciones del Instituto Nacional de Estadística de España, la parroquia de San Claudio se divide en 26 entidades singulares de población (1 aldea, 5 lugares y 20 caserías): La Barrosa, Belovio, La Cabaña, Cida, Cimadevilla, Cotayón, La Cruz, La Granja, Las Heras, La Llama, La Lloral, La Maja, Las Mazas, Navaliega, Nievares, Omedo, Oteruelo, Ponteo, Rivero, San Roque, Tres Llamas, El Valle, Villamar, Villaverde, La Torre, y el propio San Claudio.

## Demografía
| Año | 1996  | 2000  | 2001  | 2002  | 2003  | 2004  | 2005  | 2006  | 2007  | 2008  |
| La Barrosa |       | 15    | 15    | 11    | 11    | 16    | 19    | 19    | 20    | 25    |
| Belovio |       | 29    | 27    | 27    | 27    | 26    | 24    | 22    | 22    | 21    |
| La Cabaña |       | 73    | 73    | 79    | 79    | 79    | 81    | 76    | 79    | 79    |
| Cida |       | 155   | 154   | 146   | 126   | 128   | 124   | 117   | 114   | 111   |
| Cimadevilla |       | 27    | 24    | 28    | 24    | 24    | 24    | 25    | 22    | 29    |
| Cotayón |       | 31    | 33    | 33    | 32    | 33    | 33    | 32    | 31    | 30    |
| La Cruz |       | 328   | 325   | 323   | 320   | 314   | 348   | 364   | 368   | 406   |
| La Granja |       | 36    | 31    | 30    | 14    | 14    | 15    | 15    | 11    | 11    |
| Las Heras |       | 43    | 47    | 48    | 49    | 42    | 45    | 44    | 38    | 40    |
| La Llama |       | 21    | 17    | 17    | 17    | 18    | 16    | 16    | 12    | 12    |
| La Lloral |       | 106   | 100   | 105   | 102   | 92    | 97    | 96    | 91    | 94    |
| La Maja |       | 18    | 17    | 18    | 21    | 21    | 23    | 23    | 24    | 20    |
| Las Mazas |       | 252   | 255   | 251   | 254   | 266   | 256   | 245   | 229   | 237   |
| Navaliega |       | 7     | 7     | 7     | 7     | 7     | 7     | 6     | 6     | 10    |
| Nievares |       | 1     | 1     | 1     | 1     | 1     | 1     | 1     | 1     | 1     |
| Omedo |       | 20    | 20    | 21    | 21    | 15    | 15    | 15    | 15    | 14    |
| Oteruelo |       | 37    | 40    | 36    | 36    | 41    | 40    | 44    | 48    | 46    |
| Ponteo |       | 52    | 52    | 49    | 54    | 54    | 56    | 50    | 49    | 50    |
| Rivero |       | 64    | 68    | 67    | 66    | 68    | 58    | 55    | 62    | 66    |
| San Roque |       | 422   | 430   | 483   | 535   | 534   | 534   | 527   | 527   | 537   |
| Tres Llamas |       | 11    | 9     | 9     | 6     | 4     | 4     | 4     | 4     | 4     |
| El Valle |       | 44    | 43    | 42    | 39    | 34    | 35    | 34    | 43    | 38    |
| Villamar |       | 117   | 115   | 110   | 116   | 123   | 117   | 117   | 108   | 110   |
| Villaverde |       | 19    | 23    | 28    | 27    | 27    | 25    | 25    | 28    | 29    |
| La Torre |       | 2     | 2     | 2     | 2     | 2     | 2     | 2     | 2     | 2     |
| San Claudio |       | 442   | 465   | 456   | 502   | 519   | 497   | 488   | 475   | 483   |
| Total parroquia                                                                                                | 2.318 | 2.372 | 2.393 | 2.427 | 2.488 | 2.502 | 2.496 | 2.462 | 2.429 | 2.505 |
| Fuentes: 1996: Nomenclátor de Entidades de Población de Asturias 1996 resto: Instituto Nacional de Estadística |       |       |       |       |       |       |       |       |       |       |

## Monumentos
- Palacio de Bobela, hoy transformado en vivienda.
- Iglesia de Santa María de San Claudio.
- Fábrica de loza y sus anexos.
- Se está debatiendo la inclusión de la laguna del Torollu como monumento natural por su alto interés faunístico (sobre todo ornitológico) y botánico.

## Cultura
- Biblioteca municipal de San Claudio.
- Complejo Deportivo El Castañeo